# Coalaque (distrito)
O Distrito de Coalaque é um dos 11 distritos da Província de General Sánchez Cerro, departamento Moquegua, Peru.

## Transporte
O distrito de Coalaque é servido pela seguinte rodovia:
- MO-108, que liga o distrito de Torata à cidade de Puquina [1][2][3]